# V Circoscrizione (Palermo)
La V Circoscrizione è una suddivisione amministrativa del comune di Palermo.

## Morfologia
Quartieri
- Zisa
- Uditore-Passo di Rigano
- Noce
- Borgo Nuovo

Unità di primo livello
- Zisa-Ingastone
- Zisa-Quattrocamere
- Olivuzza
- Leonardo da Vinci-Di Blasi
- Uditore
- Passo di Rigano
- Parlatore-Serradifalco
- Noce
- Borgo Nuovo

## Luoghi rilevanti
- Zisa
- Giardino della Zisa
- PalaUditore

## Sedi istituzionali
Sede principale
- via Adua, 22.